# Halowe Mistrzostwa Świata w Lekkoatletyce 2016 – bieg na 800 m kobiet
Bieg na 800 metrów kobiet – jedna z konkurencji biegowych rozgrywanych podczas halowych lekkoatletycznych mistrzostw świata w Oregon Convention Center w Portlandzie.
Tytułu mistrzowskiego z 2014 roku nie broniła Amerykanka Chanelle Price.

## Minimum kwalifikacyjne
Aby zakwalifikować się do mistrzostw, należało wypełnić minimum kwalifikacyjne wynoszące 2:02,50 (hala) lub 1:58,50 na otwartym stadionie (uzyskane w okresie od 1 stycznia 2015 do 7 marca 2016).

## Terminarz
| Data     | Godzina |            |
| -------- | ------- | ---------- |
| 19 marca | 11:15   | Eliminacje |
| 20 marca | 13:30   | Finał      |

## Rekordy
W poniższej tabeli przedstawiono (według stanu przed rozpoczęciem mistrzostw) halowe rekordy świata, poszczególnych kontynentów oraz halowych mistrzostw świata.
|                                   | Zawodniczka       | Wynik   | Miejsce    | Data                |
| --------------------------------- | ----------------- | ------- | ---------- | ------------------- |
| Halowy rekord świata              | Jolanda Batageli  | 1:55,82 | Wiedeń     | 3 marca 2002(dts)   |
| Rekord halowych mistrzostw świata | Ludmila Formanová | 1:56,90 | Maebashi   | 7 marca 1999(dts)   |
| Halowy rekord Afryki              | Maria Mutola      | 1:57,06 | Liévin     | 21 lutego 1999(dts) |
| Halowy rekord Ameryki Południowej | Letitia Vriesde   | 1:59,21 | Birmingham | 23 lutego 1997(dts) |
| Halowy rekord Ameryki Północnej   | Nicole Teter      | 1:58,71 | Nowy Jork  | 2 marca 2002(dts)   |
| Halowy rekord Australii i Oceanii | Toni Hodgkinson   | 2:00,36 | Paryż      | 9 marca 1997(dts)   |
| Halowy rekord Azji                | Miho Sato         | 2:00,78 | Jokohama   | 22 lutego 2003(dts) |
| Halowy rekord Europy              | Jolanda Batageli  | 1:55,82 | Wiedeń     | 3 marca 2002(dts)   |

## Listy światowe
Tabela przedstawia 10 najlepszych wyników uzyskanych w sezonie halowym 2016 przed rozpoczęciem mistrzostw.
| Lp. | Zawodniczka      | Wynik   | Data      | Miejsce   |
| --- | ---------------- | ------- | --------- | --------- |
| 1.  | Ajeé Wilson      | 2:00,09 | 20 lutego | Nowy Jork |
| 2.  | Joanna Jóźwik    | 2:00,12 | 12 lutego | Toruń     |
| 3.  | Brenda Martinez  | 2:00,14 | 20 lutego | Nowy Jork |
| 4.  | Melissa Bishop   | 2:00,19 | 20 lutego | Glasgow   |
| 5.  | Lynsey Sharp     | 2:00,30 | 12 lutego | Boston    |
| 6.  | Natalija Łupu    | 2:00,36 | 12 lutego | Toruń     |
| 7.  | Laura Roesler    | 2:00,49 | 20 lutego | Nowy Jork |
| 8.  | Laura Muir       | 2:00,70 | 20 lutego | Glasgow   |
| 9.  | Raevyn Rogers    | 2:00,90 | 20 lutego | Nowy Jork |
| 10. | Christina Hering | 2:00,93 | 20 lutego | Glasgow   |

## Wyniki
| CR – rekord mistrzostw \| NR – rekord kraju \| AR – rekord kontynentu \| SB – najlepszy wynik w sezonie \| PB – rekord życiowy |

### Eliminacje
Awans: Najlepszy z każdego biegu (Q) oraz trzech z najlepszymi czasami wśród przegranych (q).
Źródło: IAAF
| Pozycja | Bieg | Zawodniczka         | Reprezentacja     | Czas    | Uwagi |
| ------- | ---- | ------------------- | ----------------- | ------- | ----- |
| 1.      | 1    | Ajee' Wilson        | Stany Zjednoczone | 2:00,61 | Q     |
| 2.      | 1    | Margaret Wambui     | Kenia             | 2:00,68 | q     |
| 3.      | 1    | Aníta Hinriksdóttir | Islandia          | 2:01,96 | q     |
| 4.      | 1    | Habitam Alemu       | Etiopia           | 2:02,34 | q     |
| 5.      | 2    | Francine Niyonsaba  | Burundi           | 2:02,37 | Q     |
| 6.      | 1    | Anastasija Tkaczuk  | Ukraina           | 2:02,60 |       |
| 7.      | 2    | Lynsey Sharp        | Wielka Brytania   | 2:02,75 |       |
| 8.      | 2    | Lovisa Lindh        | Szwecja           | 2:03,44 |       |
| 9.      | 2    | Hedda Hynne         | Norwegia          | 2:03,96 |       |
| 10.     | 2    | Malika Akkaoui      | Maroko            | 2:04,00 |       |
| 11.     | 3    | Laura Roesler       | Stany Zjednoczone | 2:04,38 | Q     |
| 12.     | 3    | Tigst Assefa        | Etiopia           | 2:04,55 |       |
| 13.     | 2    | Līga Velvere        | Łotwa             | 2:05,20 |       |
| 14.     | 3    | Christina Hering    | Niemcy            | 2:05,39 |       |
| 15.     | 3    | Adelle Tracey       | Wielka Brytania   | 2:07,05 |       |
| 16.     | 3    | Rose Mary Almanza   | Kuba              | 2:08,07 |       |
| 17.     | 3    | Natoya Goule        | Jamajka           | 2:08,23 |       |

|}

### Finał
Źródło: IAAF
| Pozycja | Tor | Zawodniczka         | Reprezentacja     | Czas    | Uwagi |
| ------- | --- | ------------------- | ----------------- | ------- | ----- |
| 01 !    | 1   | Francine Niyonsaba  | Burundi           | 2:00,01 | WL    |
| 02 !    | 5   | Ajee' Wilson        | Stany Zjednoczone | 2:00,27 |       |
| 03 !    | 4   | Margaret Wambui     | Kenia             | 2:00,44 | PB    |
| 4.      | 6   | Laura Roesler       | Stany Zjednoczone | 2:00,80 |       |
| 5.      | 2   | Aníta Hinriksdóttir | Islandia          | 2:02,58 |       |
| 6.      | 3   | Habitam Alemu       | Etiopia           | 2:04,61 |       |